# Eugen Kirschbaum
Eugen Kirschbaum (* 1. August 1864 in Solingen; † 11. März 1915 in Lehe, Provinz Hannover) war ein deutscher Bürgermeister.

## Biografie
Kirschbaum stammte aus Solingen. Er studierte an der Universität Bonn. 1885 wurde er im Corps Saxonia Bonn recipiert. 1908 folgte er Theodor Johannes Schmiedel als Bürgermeister von Lehe, in dem 37.457 Einwohner lebten (1910). In seiner Amtszeit erfolgte ab 1909/10 der Ausbau des Speckenbütteler Parks, ab 1908 die Elektrifizierung der Straßenbahn Bremerhaven, 1910 der Bau der Pestalozzischule Bremerhaven, von ab 1912 der Bau des Bahnhofs Bremerhaven-Lehe, 1912 die Einweihung der Körnerschule B als Mädchenvolksschule und ab um 1915 bis 1917 der Bau des Sparkassen- und Postgebäudes an der Hafenstraße 126. Als Bürgermeister folgte ihm Karl Schönewald.

## Ehrungen
Der Bürgermeister-Kirschbaum-Platz vor dem Bahnhof Lehe trägt seinen Namen.